# Логуа, Ираклий Генович
Ира́клий Ге́нович Ло́гуа (29 июля 1991, Очамчира) — российский футболист, нападающий.

## Биография
Воспитанник СДЮШОР «Динамо» (Москва). 24 июля 2010 года дебютировал в основном составе «Динамо» в матче 14-го тура чемпионата России с командой «Рубин» (0:2).
В 2011 году выступал за воронежский «Факел». В 2013 году подписал контракт с таллинской «Флорой», где был признан любимым игроком года среди болельщиков. Покинул клуб в августе 2015 года. В 2023 году играл за красноярский «Енисей».
Двоюродные братья Давид Логуа (род. 1991) и Леван Логуа (род. 1994) также футболисты.